# Zosinek (wieś)
Zosinek – wieś w Polsce, położona w województwie lubelskim, w powiecie opolskim, w gminie Chodel.
W latach 1975–1998 wieś administracyjnie należała do ówczesnego województwa lubelskiego.
Wieś stanowi sołectwo w gminie Chodel. Według Narodowego Spisu Powszechnego z roku 2011 wieś liczyła 164 mieszkańców.
Wierni Kościoła rzymskokatolickiego należą do parafii św. Macieja Apostoła i św. Katarzyny w Ratoszynie Pierwszym.

## Historia
W wieku XIX Zosin alias Zosinek, folwark w powiecie lubelskim, gminie Chodel, parafii Ratoszyn, odległy 28 wiorst od Lublina. W roku 1880 folwark Zosin został oddzielony od dóbr Radlin. Posiadał rozległość 420 mórg a w tym: gruntów ornych i ogrodów 296 mórg, lasu (nieurządzony) 122 mórg, nieuźytki  2 morgi. Budynki folwarczne murowane 2, drewnianych 1.